# Lalan
Lalan is een bestuurslaag in het regentschap Sijunjung van de provincie West-Sumatra, Indonesië. Lalan telt 2773 inwoners (volkstelling 2010).